# Marie Killick
Marie Louise Killick (1914, Mitcham, Surrey – 1964, Guildford, Surrey, Anglaterra) va ser una enginyera d'àudio anglesa que va patentar una pua de safir truncada de fonògraf el 1945 per tocar discos de gramòfons.
Restablida la seva patent, el 1953 va ser implicada en un pleit contra Pye Ltd. (Killick v Pye Ltd) per la seva patent. El Tribunal Suprem de Justícia va donar la raó a Killick el 1957. L'emissora Pye va apel·lar però finalment el judici, celebrat el 1958, li va tornar a donar la raó. Tanmateix, la seva bancarrota de l'any següent li va impedir treure beneficis econòmics del seu invent.